# Hypomyces petchii
Hypomyces petchii är en svampart som beskrevs av G.R.W. Arnold 1972. Hypomyces petchii ingår i släktet Hypomyces och familjen Hypocreaceae.   Inga underarter finns listade i Catalogue of Life.